# Ehető kékkagyló
Az ehető kékkagyló (Mytilus edulis) a kagylók (Bivalvia) osztályának kékkagylók (Mytiloida) rendjébe, ezen belül a kékkagylófélék (Mytilidae) családjába tartozó faj.

## Előfordulása
Az ehető kékkagyló az Atlanti-óceán északi részének nyugati és keleti partvidékén, valamint a japán partokon él. A faj közvetlenül nem veszélyeztetett. Még a viszonylag erősen szennyezett vízben is képes megélni, és miután az ember „leszedi”, gyorsan újra szaporodik.

## Megjelenése
Az ehető kékkagyló a környezettől függően 5-10 centiméter. A héj belsejét borító érzékeny köpenylebeny egy héjszerű anyagból sima réteget választ ki 1-1 milliméter vastagságban, amíg a kagyló növekedik. Belül ez a réteg gyöngyházként jelenik meg. A bisszuszfonal a lábon termelődő sűrű váladék, amely erős „horgonnyá” szilárdul. A kagyló két, szifónak nevezett légcsöve egyikén vizet szippant be, amely a kopoltyúkon halad keresztül, hogy ott az oxigén és a táplálékrészecskék kiszűrődjenek belőle. A víz a kagyló testéből a csillók, vagyis szőrszerű szervek csapásainak segítségével egy szifón keresztül távozik, amikor a kagyló kiszűrte belőle a táplálékrészecskéket. Az ehető kékkagyló napi 45 liter vizet képes átpumpálni testén.
|  |

## Életmódja

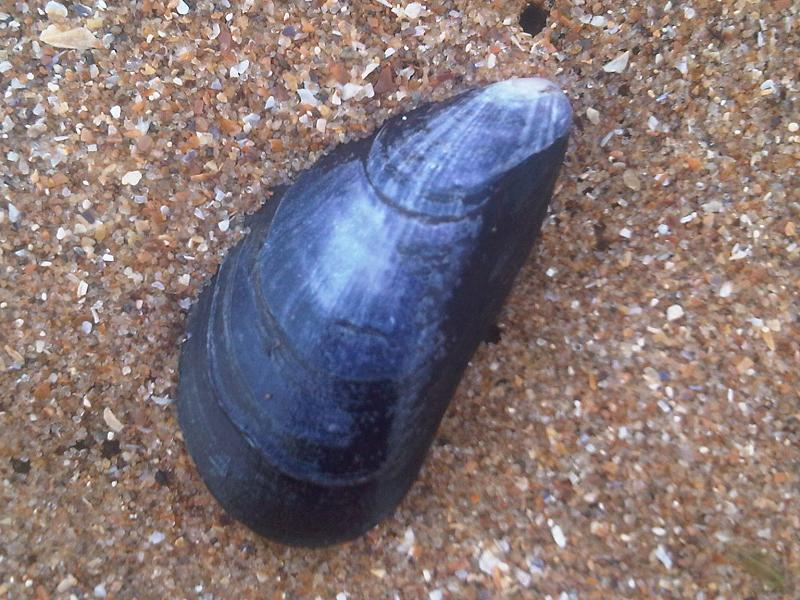
Ehető kékkagyló a tengerparton (Anglia)

A kifejlett állatok bisszuszfonalaik segítségével sűrű csoportokban megtelepednek a sziklákon és a hullámtörőkön, és általában egész életükben egy helyben maradnak. Tápláléka a vízből kiszűrt apró szerves részecskék, például fitoplanktonok.

## Szaporodása
A szaporodási időszak kora tavasszal és kora nyáron van. Az ehető kékkagylók egyszerre eresztik a vízbe ivarsejtjeiket (pete és hímivarsejt), amelyek ott keverednek össze. Egy kagyló egy évben akár 25 millió petét is rakhat. A lárva kifejlődési ideje egy hónapig tart.

## Fogyasztása
Az ehető kékkagyló vitaminokat és fehérjét tartalmazó húsa miatt egyes tengerparti helyeken megbecsült eledel.